# فرودگاه لکنز
فرودگاه لکنز (به انگلیسی: Leknes Airport) (به زبان بومی: Leknes lufthavn) یک فرودگاه همگانی با کد یاتا LKN است که یک باند فرود آسفالت دارد و طول باند آن ۸۰۰ متر است. این فرودگاه در کشور نروژ قرار دارد و در ارتفاع ۲۶ متری از سطح دریا واقع شده است.

## نگارخانه

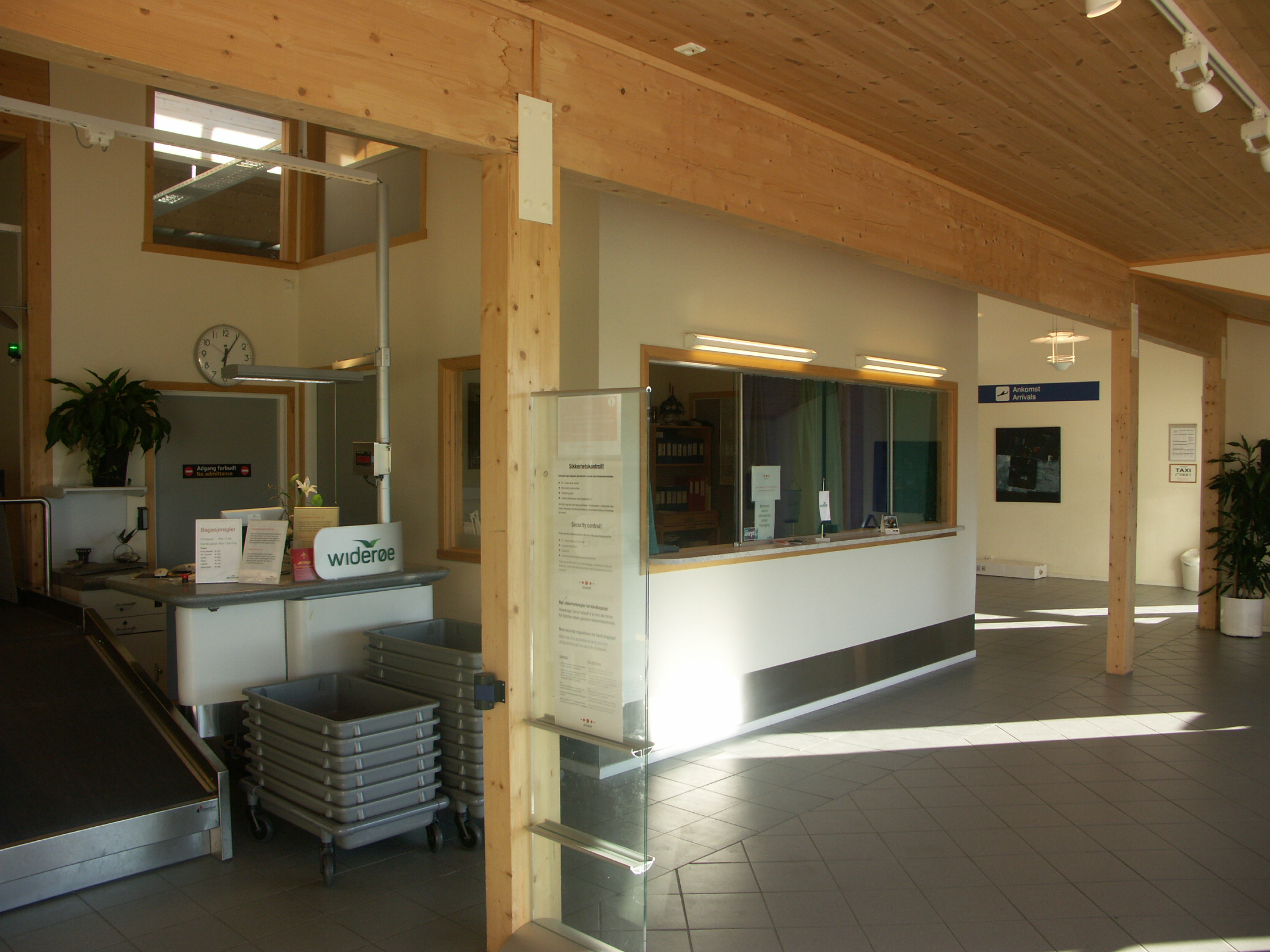
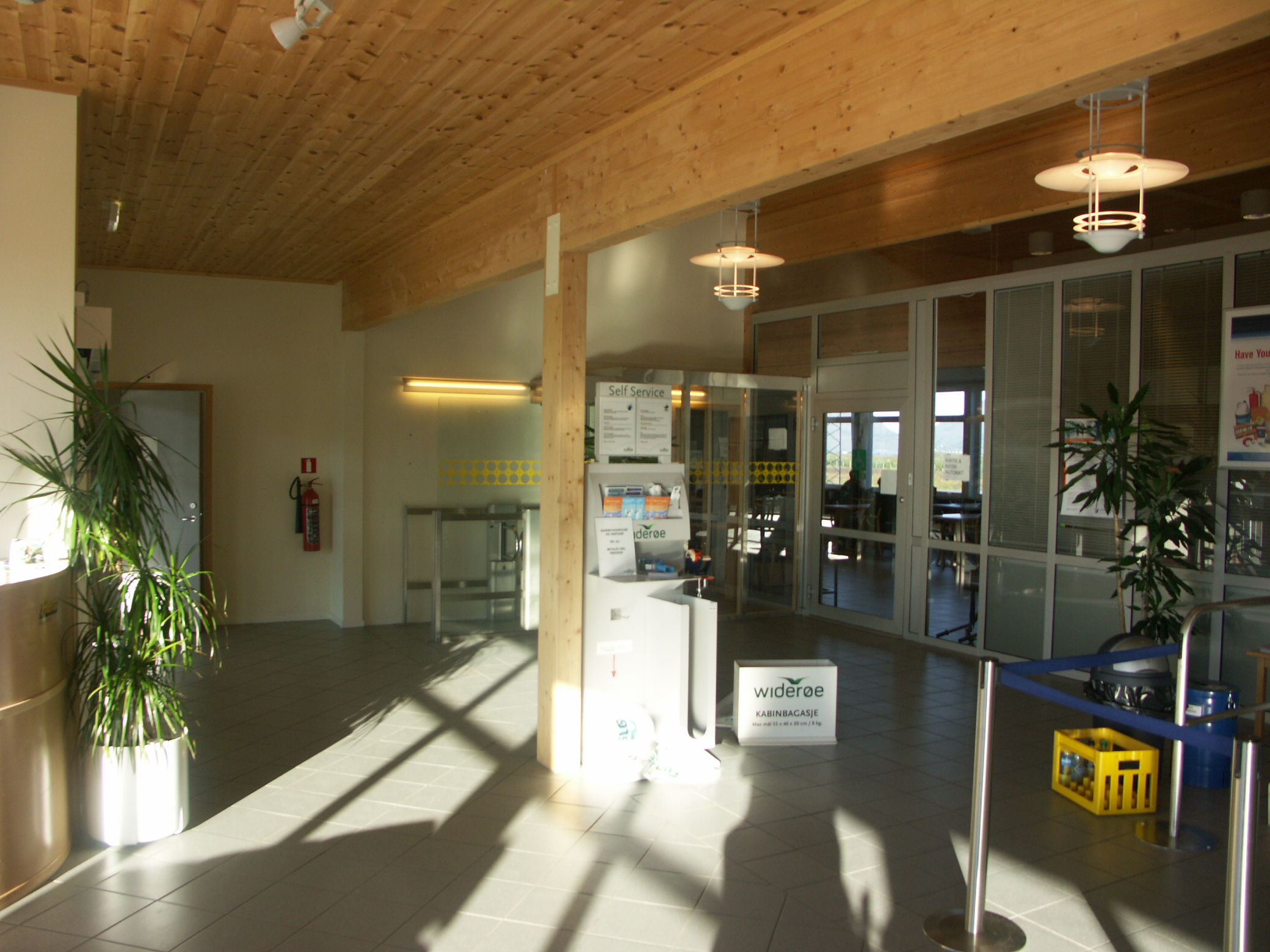
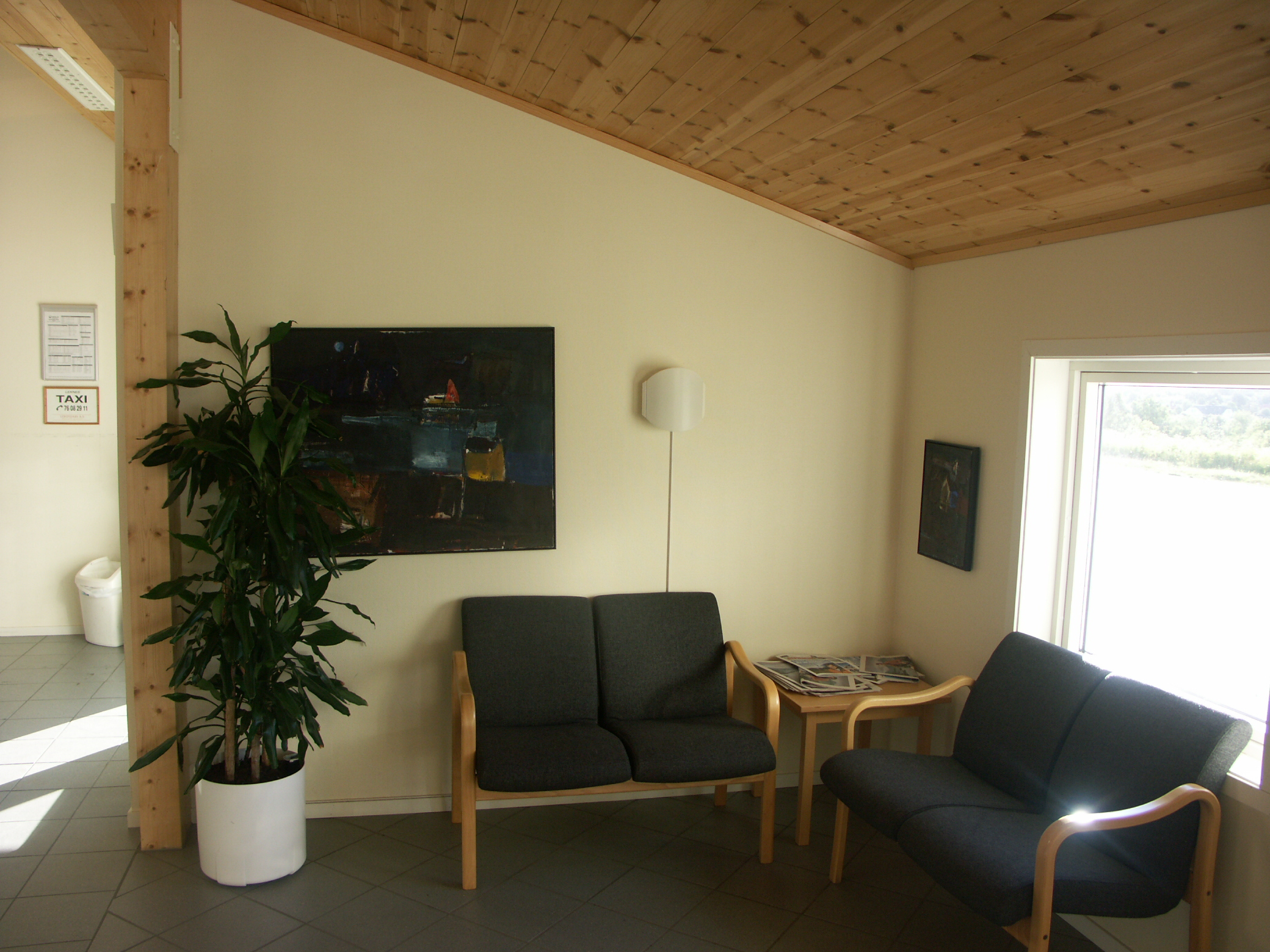